# ان‌جی‌سی ۶۶۸
ان‌جی‌سی ۶۶۸ یک کهکشان مارپیچی است که ۲۰۰ میلیون سال نوری از ما فاصله دارد در صورت فلکی آندرومدا قرار گرفته‌است. این کهکشان توسط ستاره‌شناس فرانسوی ادوارد استفان در ۴ دسامبر ۱۸۸۰ کشف شد. کهکشان ان‌جی‌سی ۶۶۸ عضو خوشه کهکشانی آبل ۲۶۲ است.